# Комплекс мальовничих скель з лісонасадженнями на горі «Соколовець»
Ко́мплекс мальовни́чих скель з лісонаса́дженнями на горі́ «Соколоі́вець» — комплексна пам'ятка природи місцевого значення в Україні. Розташована в межах Стрийського району Львівської області, на північний захід від села Нижнє Синьовидне. 
Площа 12 га. Статус надано згідно з рішенням Львівської облради від 9.10.1984 року, № 495. Перебуває у віданні ДП «Сколівський лісгосп» (В. Синьовиднянське лісництво, кв. 18). 
Статус надано з метою збереження комплексу мальовничих скель з хвойними насадженнями в районі гори Соколівець (685 м), що в Комарницьких горах. 